# Грејди (Њу Мексико)
Грејди (енгл. Grady) град је у америчкој савезној држави Њу Мексико.

## Демографија
По попису из 2010. године број становника је 107, што је 9 (9,2%) становника више него 2000. године.
| Група             | 2000.      | 2010.      |
| Белци             | 88 (89,8%) | 83 (77,6%) |
| Афроамериканци    | 0 (0,0%)   | 0 (0,0%)   |
| Азијати           | 0 (0,0%)   | 0 (0,0%)   |
| Хиспаноамериканци | 10 (10,2%) | 20 (18,7%) |
| Укупно            | 98         | 107        |